# 利斯特溫 (杜布羅維察區)
50°24′7″N 25°58′41″E / 50.40194°N 25.97806°E
利斯特溫（烏克蘭語：Листвин），是烏克蘭西北部的村莊，隸屬里夫內州的薩爾內區。該村面積0.605平方公里，海拔高度259米，2001年人口574，人口密度每平方公里948.76人。